# Quarantine (gra komputerowa)
Quarantine – gra komputerowa łącząca gatunki strzelanki pierwszoosobowej i gry wyścigowej. Została stworzona przez studio Imagexcel i wydana przez GameTek w 1994 roku na platformy MS-DOS i 3DO Interactive Multiplayer. Wersje na rynek japoński zostały wykonane w 1996 roku przez Asmika na PlayStation i MediaQuest na Sega Saturn, przemianowanych odpowiednio na Hard Rock Cab i Death Throttle. Gracz jeździ taksówką przez postapokaliptyczne miasto, zbierając klientów i zabijając wrogów. Z powodu eksponowania scen przemocy gra była kontrowersyjna w momencie premiery. Reklama gry pokazywała krew ścieraną przez wycieraczkę szyby samochodu.
Kontynuacja, Quarantine II: Road Warrior, została wydana w 1995 roku dla systemu DOS.